# 171년

## 연호
- 후한(後漢) 건녕(建寧) 4년

## 기년
- 후한(後漢) 영제(靈帝) 4년
- 신라(新羅) 아달라 이사금(阿達羅泥師今) 18년
- 고구려(高句麗) 신대왕(新大王) 7년
- 백제(百濟) 초고왕(肖古王) 6년

## 사건
- 봄, 신라, 곡식이 귀하여 백성이 굶주렸다.

## 탄생
- 후한의 장수 저준(沮俊)
- 사마의의 형 사마랑
- 위나라의 장수 전예
- 위나라의 관료 서막
- 위나라의 관료 조엄

## 참고 문헌
- 김부식 (1145), 《삼국사기》 〈권2〉 아달라 이사금 조(條)